# Diecezja Nidaros
Diecezja Nidaros (nor. Nidaros bispedømme) – luterańska (od 1546) diecezja w Kościele Norwegii. Diecezja obejmuje Kościół Norwegii znajdujący się w okręgu Sør-Trøndelag oraz Nord-Trøndelag. Biskupem diecezjalnym od 2017 roku jest Herborg Finnset, a swoją siedzibę ma w katedrze w Nidarosie.

## Historia
Katolicka diecezja Nidaros została utworzona w 1068 roku, a w 1153 nadano jej status archidiecezji. Obejmowała ona okręgi Sør-Trøndelag, Nord-Trøndelag, Nordland, Troms, Finnmark, regiony Nordmøre i Romsdal oraz Härjedalen (dzisiejsza Szwecja).  

## Biskupi

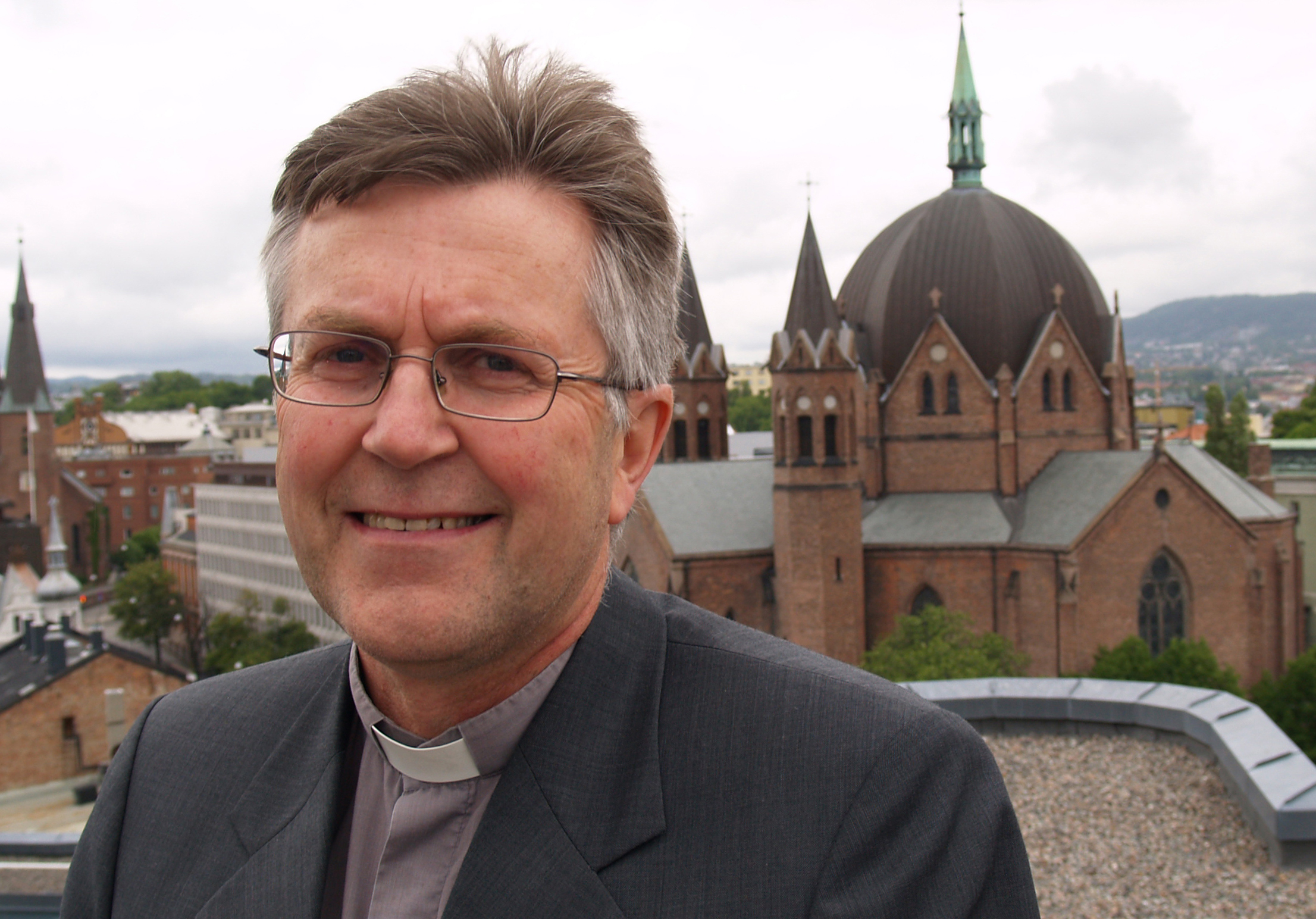
Biskup Tor Singsaas

| - Torbjørn Bratt (1546 – 1548) - Hans Gaas (1549 – 1578) - Hans Mogenssøn (1578 – 1595) - Isak Grønbech (1596 – 1617) - Anders Arrebo (1618 – 1622) - Peder Skjelderup (1622 – 1642) - Erik Bredal (1643 – 1672) - Arnold de Fine 1672 - Erik Eriksen Pontoppidan d.e. (1673 – 1678) - Christopher Hanssen Schletter (1678 – 1688) - Peder Krog (1689 – 1731) | - Eiler Hagerup d.e. (1731 – 1743) - Ludvig Harboe (1743 – 1748) - Frederik Nannestad (1748 – 1758) - Johan Ernst Gunnerus (1758 – 1773) - Marcus Fredrik Bang (1773 – 1789) - Johan Christian Schønheyder (1788 – 1803) - Peder Olivarius Bugge (1804 – 1842) - Hans Riddervold (1843 – 1849) - Hans Jørgen Darre (1849 – 1860) - Andreas Grimelund (1861 – 1883) - Niels Laache (1884 – 1892) | - Johannes Skaar (1892 – 1905) - Vilhelm Andreas Wexelsen (1905 – 1909) - Peter Bøckman (1909 – 1923) - Jens Gran Gleditsch (1923 – 1928) - Johan Nicolai Støren (1928 – 1942) - Arne Fjellbu (1945 – 1960) - Tord Godal (1960 – 1979) - Kristen Kyrre Bremer (1979 – 1991) - Finn Wagle (1991 – 2008) - Tor Singsaas (2008 – 2017) - Herborg Finnset (od 2017) |  |

## Katedra
Jest to gotycka katedra wybudowana w 1152. Katedra nosząca do dziś starą nazwę Trondheim wzorowana była na angielskiej katedrze w Canterbury. Ta największa w całej Skandynawii świątynia, jest miejscem pochówku króla Norwegii Olafa II. Wprowadził on w swym kraju chrześcijaństwo i przez wiele lat po jego śmierci, jego grób był miejscem pielgrzymek. To sprawiło, że czterdzieści lat po pogrzebie, zaczęto budować katedrę. Srebrna trumna Olafa nie zachowała się, gdyż w 1537 wywieziono ją do Danii i przetopiono na monety.

## Struktura
Diecezja Nidaros dzieli się na 12 dekanatów (nor. prosti). W każdym dekanacie znajduje się kilka miejscowości. W każdej miejscowości znajduje się jedna lub kilka parafii.
| Dekanat (Prosti)     | Miejscowości                                                                        | Mapa diecejalna |
| -------------------- | ----------------------------------------------------------------------------------- | --------------- |
| Nidaros domprosti    | Trondheim                                                                           |                 |
| Byåsen prosti        | Trondheim                                                                           |                 |
| Strinda prosti       | Trondheim                                                                           |                 |
| Heimdal prosti       | Klæbu, Trondheim                                                                    |                 |
| Fosen prosti         | Bjugn, Leksvik, Osen, Rissa, Roan, Ørland, Åfjord                                   |                 |
| Orkdal prosti        | Agdenes, Frøya, Hemne, Hitra, Meldal, Orkdal, Skaun, Snillfjord                     |                 |
| Gauldal prosti       | Holtålen, Melhus, Midtre Gauldal, Oppdal, Rennebu, Røros                            |                 |
| Stjørdal prosti      | Malvik, Meråker, Selbu, Stjørdal, Tydal                                             |                 |
| Sør-Innherad prosti  | Frosta, Levanger, Verdal                                                            |                 |
| Nord-Innherad prosti | Inderøy, Mosvik, Namdalseid, Snåsa, Steinkjer, Verran                               |                 |
| Namdal prosti        | Flatanger, Fosnes, Grong, Høylandet, Lierne, Namsos, Namsskogan, Overhalla, Røyrvik |                 |
| Nærøy prosti         | Leka, Nærøy, Vikna                                                                  |                 |